# Găneasa
Găneasa es una comuna ubicada en el distrito de Olt, Rumania.

## Superficie
Posee una superficie de 56,59 kilómetros cuadrados.

## Demografía
Hasta 2021 la población era de 3498 habitantes, con una densidad de población de 61,81 habitantes por kilómetro cuadrado.